# Дагор Браголах
Сражението Дагор Браголах е измислена схватка между силите на злото и доброто от творчествотои на британския автор Дж. Р. Р. Толкин.

## История
Повече от четири века, силите на нолдорите обсаждат Моргот в неговата труднопривземаема магическа крепост Ангбанд, удържайки северните планини и границата на Белерианд и проходите, срещу неговите сили. През 455 година, Моргот успява да разкъса Обсадата на Ангбанд в битката, която е позната, като Дагор Браголах, което означава Битката на Внезапния пламък.

### Сражението
Сражението започва през нощта на лютата северна зима, когато Моргот изхвърля „езици“ от огън от Ангбанд, които опустошили обширната равнина Ард-гален. Впоследствие армии от балрози и орки, водени от дракона Глаурунг, атакуват армиите на нолдорите.
Те нападат възвишенията на Дортонион и превземат недобре защитените крепости на Ангрод и Аегнор, които живеели там. Маглорският пролом също бил превзет, като така Моргот получил вход към самия Белерианд.